# La Palma (vino)

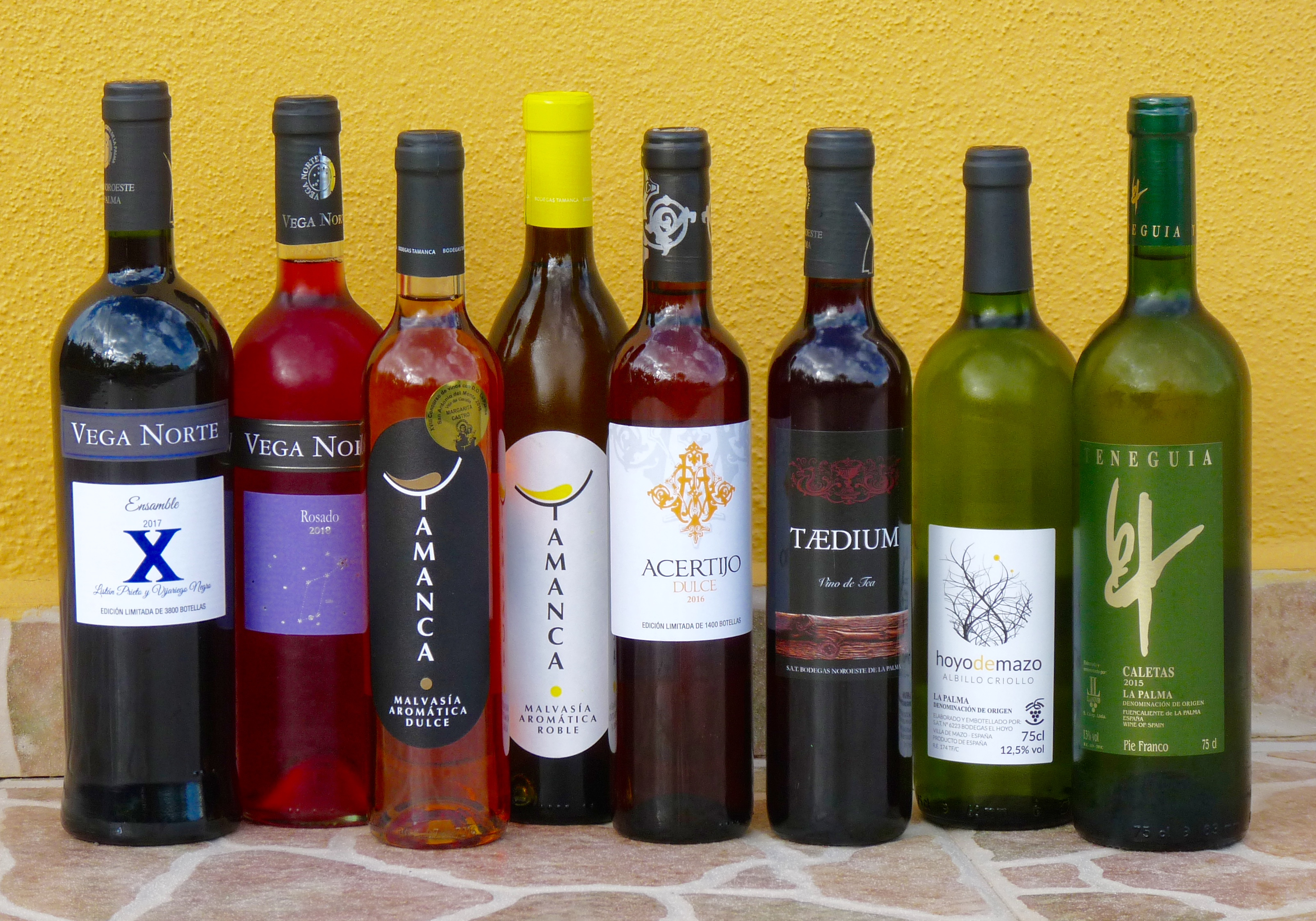
Vino de La Palma.

La Palma es una zona vinícola con Denominación de origen (DO), situada en la isla de La Palma de las Islas Canarias (España). Obtuvo la calificación de Denominación de origen en el año 1994 (Orden Ministerial de 17 de junio de 1994, publicada en el BOE de 5 de julio).
Su registro ante la Unión Europea como denominación de origen protegida data del 15 de noviembre de 1996. También cuenta con registro ante la Organización Mundial de la Propiedad Intelectual desde 22 de junio de 2021.

## El entorno
La altitud media de los viñedos es de 200 a 1.200 metros sobre el nivel del mar, los suelos son volcánicos. Comprende tres zonas: Fuencaliente-Las Manchas en la parte sur y occidental de la isla, Hoyo del Mazo-Las Breñas en la parte oriental y Zona Norte-Vinos de Tea en el Norte. De esta tercera zona es el conocido Vino de Tea, con una graduación alcohólica entre el 11 y el 14%. Este vino se caracteriza por fermentar y envejecer en barricas de tea (duramen del Pinus canariensis), proceso que puede durar desde 20 días hasta varios años, confiriendo al vino compuestos aromáticos distintivos como el α-terpineol.

## Uvas

### Blancas
- Gual, variedad preferente
- Malvasía, variedad preferente
- Verdello, variedad preferente
- Albillo
- Bastardo blanco
- Bermejuela
- Bujariego
- Burrablanca
- Forastera blanca
- Listán blanco
- Moscatel
- Pedro Ximénez
- Sabro
- Torrontés

### Tintas
- Negramoll, variedad preferente
- Almuñeco (Listán negro)
- Bastardo negro
- Malvasía rosada
- Moscatel negro
- Tintilla

## Tipos de vino
Se hacen diferentes tipos de vino:
- Vino blanco: 11-14,5% graduación alcohólica
- Rosado: 11-13%
- Tinto: 12-14%
- Malvasía Clásico: 15-22%. Se elabora con uva malvasía y con un contenido en azúcares residuales superior a 45 gramos por litro.
- Malvasía Seco: 14-16%. Se elabora con uva malvasía.
- Dulce: 15-22%. Su contenido en azúcares residuales es superior a 45 gramos por litro.
- Vino de Tea: 15-22%

## Añadas
- 1994 Muy buena
- 1995 Muy buena
- 1996 Buena
- 1997 Buena
- 1998 Buena
- 1999 Buena
- 2000 Buena
- 2001 Muy buena
- 2002
- 2003 Excelente
- 2004